# آلفرد ریچارد اوراژ
آلفرد ریچارد اوراژ (به انگلیسی: Alfred Richard Orage) (زاده ۲۲ ژانویه ۱۸۷۳ در یورکشایر، انگلستان ـ درگذشته ۶ نوامبر ۱۹۳۴، لندن) روشنفکری انگلیسی بود که بیشتر برای ویراستاری مجلهٔ عصر نو شناخته می‌شود.

## زندگی
جیمز آلفرد اوراژ در دیکر نزدیک هروگیت در وست رایدینگ یورکشایر در خانواده‌ای سنت‌گریز دینی به دنیا آمد. اطرافیان معمولاً او را دیکی می‌نامیدند اما او کم‌کم جیمز را از نام خود حذف کرد و به جایش نام ریچارد را به عنوان نام میانی خود بین افراد جا انداخت.
در بیست و یک سالگی آموزگار دبستانی در لیدز شد و به بنیاد نهادن شاخهٔ حزب خودمختار کارگر (ILP) لیدز در ۱۸۹۴ کمک کرد.
او هر هفته از ۱۸۹۵ تا ۱۸۹۷ برای ستون ادبی روزنامهٔ رهبر کارگر قلم می‌زد. اوراژ دیدگاهی فلسفی را به روزنامه آورد و بیشتر به اندیشهٔ افلاطون و ادوارد کارپنتر می‌پرداخت. اوراژ در مجموع هفت سال از زندگی خود را (۱۸۹۳–۱۹۰۰) به پای مطالعهٔ افلاطون و ادوارد کارپنتر گذاشت؛ همچنین هفت سال از زندگی خود را (۱۹۰۰–۱۹۰۷) هم به پای مطالعهٔ فلسفهٔ نیچه گذاشت و در آخر از ۱۹۰۷ تا ۱۹۱۴ شاگرد ماهاباراتا شد.

### آشنایی با هولبروک جکسون
در اواخر سال‌های ۹۰ سدهٔ نوزدهم میلادی از توهمی که نسبت به سوسیالیسم قراردادی داشت بیرون آمد و برای مدتی به تئوسوفی روی آورد. در ۱۹۰۰ در یک کتابفروشی در لیدز به هولبروک جکسون برخورد و نسخه‌ای از باگواد گیتا را به او قرض داد. در عوض جکسون چنین گفت زردشت نیچه را به او قرض داد که باعث شد از آن پس به مطالعهٔ ژرف آثار نیچه بپردازد. در ۱۹۰۳ اوراژ، جکسون و آرثور پنتی باشگاه هنرهای لیدز را که باشگاهی سرزنده و موفق بود بنیاد نهادند، با این نیت که کار اندیشمندان رادیکال از جمله جی.بی. شاو را که اوراژ در ۱۸۹۸ دیده بود، و همین‌طور هنریک ایبسن و نیچه را ارتقا بخشند. در این دوره او به عقاید سوسیالیستی بازگشت، اما تا ۱۹۰۶ دیگر عزم جزم کرده بود که سوسیالیسم کارپنتر را با نیچه و الهیات درهم‌آمیزد.
کانونمند شدن روی این و حضور بیتریس هیستینگز، جین همسرش را که با او در علاقه‌اش به الهیات و زیبایی‌شناسی فعالیت‌های آغازین اوراژ در باشگاه هنرهای لیدز سهیم بود، سرخورده کرد ولی با طلاق موافقت نکرد و در عوض رفت که با هولبروک جکسون زندگی کند و بقیه زندگی خود را در مقام زنی کاردان در سنت ویلیام موریس گذراند. در ۱۹۰۶ بیتریس هستینگز که نام واقعیش امیلی آلیس‌های بود، زن زیبای بیست و شش سالهٔ چشم سبزی با بلندپروازی‌های ادبی همه جا با اوراژ دیده می‌شد و در نهایت یکی از نویسندگان مجلهٔ عصر نو شد. در یک سال بعد رابطهٔ آن‌ها بسیار نزدیک می‌شود و به قول بیتریس هستینگز «... آفرودیت به بهای ما خود را سرگرم می‌کرد.»
اوراژ انگاره‌های تازه‌اش را در چندین کتاب کندوکاو کرد. او ابرمردم (ابرانسان) نیچه را استعاره‌ای برای «حالت عالیتر آگاهی» می‌دید که متافیزیک در جستجویش بود و کوشید مسیری برای آن تعریف کند و اصرار داشت که این باید نفی تمدن و اخلاق قراردادی را دربربگیرد. در عوض از راه بزرگداشت دیونیسوس در این جهت حرکت کرد که خود را نه مدافع سوسیالیسم قانون‌مدار که جنبشی آنارشیستی اعلام کند.
در مدت یک سال ۱۹۰۶–۱۹۰۷ سه کتاب منتشر کرد، آگاهی: جانور، آدم و ابر آدم بر پایهٔ تجربه‌اش با الهیات، فردریک نیچه: روح دیونیسوسی عصر و نیچه در طرحهای کلی و گفته‌های کوتاه. نقد عقلی الهیات او پاسخی را از سوی مجلهٔ الهیات برانگیخت و او در ۱۹۰۷ ارتباط خود را با آن جامعه گسست. دو کتابش در بارهٔ نیچه نخست در انگلستان به عنوان آشنایی سیستماتیک با اندیشهٔ نیچه‌ای به چاپ رسید.

## فعالیت‌ها
اوراژ هنگامی که در مدرسه‌ای در لیدز آموزگار بود، علائق گوناگونی از جمله مطالب پیرامون افلاطون، حزب خودمختار کارگر و الهیات را دنبال می‌کرد. او در سال ۱۹۰۰ با فردی به نام هولبروک جکسون آشنا شد آن‌ها سه سال بعد باشگاه هنرهای لیدز را بنیاد نهادند که تبدیل به مرکز فرهنگ نوگرایی در بریتانیای پیش از جنگ جهانی اول شد.
در ۱۹۰۵ اوراژ از آموزگاری استعفا داد و به لندن نقل مکان کرد او در سال ۱۹۰۷ هفته نامهٔ عصر نو را خرید و نخست با هولبروک جکسون به بیرون دادن این مجله همت گماشت و یکی از شخصیت‌های پرنفوذ در سیاست سوسیالیستی و فرهنگ مدرنیستی، به ویژه در اوج آوازهٔ مجله پیش از جنگ جهانی اول گشت.
اوراژ در ۱۹۲۴ عصر نو را فروخت و به فرانسه رفت تا با گئورگ گورجیف آموزگاری معنوی که پی.دی. آسپنسکی به او معرفی کرده بود، مطالعه کند. پس از گذراندن آموزش ابتدایی سیستم گورجیف، اوراژ از سوی گورجیف به آمریکا فرستاده شد تا کلاسهای آموزش سیستم تازهٔ تکامل بخشیدن به خود را که روی کار هماهنگ کارکردهای اندیشمندی، عاطفی و متحرک تأکید داشت، به راه اندازند. از این گذشته، اوراژ در ترجمهٔ نخستین نسخهٔ همه و همه چیز گورجیف و همین‌طور ملاقات با مردمان برجسته از روسی به انگلیسی کار کرد؛ با این حال، هیچ‌کدام از آن‌ها در دوران زندگی آن دو به چاپ نرسیدند.
اوراژ به همراه همسرش در حالی‌که هنوز در نیویورک بود، اغلب به شخصیت‌های نامدار مانند پل روبسون که توری از لندن راه انداخته بود، جا می‌دادند. در ۱۹۳۰ اوراژ به لندن بازگشت و در ۱۹۳۱ هفته نامهٔ انگلیسی نو را منتشر کرد.
اوراژ تا زمان مرگش در لندن ماند.

### ویراستاری در لندن
در ۱۹۰۶، اوراژ از آموزگاری استعفا داد و با دنباله‌روی از آرثور پنتلی، دوست باشگاه هنرهای لیدز خود به لندن رفت. اوراژ کوشید لیگی برای نوزایی سیستم اتحادیهٔ صنفی بیشتر به صورتی که ویلیام موریس توصیف کرده بود، راه‌اندازی کند.
شکست در این پروژه او را برانگیخت تا با پشتیبانی جورج برنارد شاو، مجلهٔ هفتگی عصر نو را با همیاری هولبروک جکسون بخرد. به زودی این مجله را به دریافتش از محل برخورد دادوستد آرا در بارهٔ سیاست، ادبیات و هنرها تبدیل کند. هر چند بیشتر نویسندگان فابینی بودند، ولی اوراژ می‌کوشید خود را از سیاست آن‌ها دور نگاه دارد و مجله پهنهٔ گسترده‌ای از دیدگاه‌های سیاسی را بازنمایی می‌کرد. در حالی‌که اوراژ در بارهٔ نیاز به آرمان‌شهرگرایی بحث می‌کرد، مجله به سیاست پارلمانی یورشی برد.
از این گذشته اوراژ به رهبری اتحادیه‌ها حمله می‌کرد در عین حال که از سندیکالیسم تا اندازه‌ای پشتیبانی می‌کرد و می‌کوشید آن‌ها را سیستم اتحادیه صنفی درهم‌آمیزد. نتیجهٔ درآمیختن این دو دیدگاه سوسیالیسم اتحادیهٔ صنفی، گونه‌ای فلسفهٔ سیاسی بود که او از ۱۹۱۰ به بحث در بارهٔ آن پرداخت.
از ۱۹۰۸ تا ۱۹۱۴ عصر نو بی‌تردید مهمترین مجلهٔ کوچک در بریتانیا بود. در پیشگامی آوانگارد بریتانیای، از وورتیسیسم (جنبش هنری الهام گرفته از کوبیسم و فوگردشگری) تا ایماژیسم (جنبشی در شعر با تأکید روی نگاره‌سازی و زبان روشن). برخی از نویسندگان این دوره عبارتند از: تی.ای. هولمه، ویندهم لوئیس، ارزا پاند، هربرت رید و بسیاری دیگر. جدا از نبوغ بی‌تردیدش در مقام ویراستار، در بارهٔ استعداد واقعی اوراژ می‌توان گفت که او گفتگوگرا و «گردهم آورندهٔ» مردمان بود. در سالهای ۱۹۰۵ تا ۱۹۱۰ مدرنیست‌های لندن پراکنده بودند و از ۱۹۱۰ تا پیش از جنگ جهانی اول در سایهٔ اوراژ، حس «جنبشی» واقعی و پاک‌نهاد میانشان آفریده شد.
به گفته‌ای دیگر اوراژ با موفقیت فورومی را گردانید که دست‌کم گونه‌ای همانندی را میان فلسفه‌ها و آداب هنری که در ظاهر بسیار با هم فاصله داشتند و در آن زمان پدید می‌آمدند، فرض می‌داشت (و شاید حتی آن را آفرید).

## سیاست اوراژ
اوراژ خود را سوسیالیست اعلام می‌کرد و از جورجس سورل در این بحث پیروی می‌کرد که اتحادیه‌ها باید سیاست تهاجمی فزاینده‌ای را نسبت به موضوعاتی مانند دستمزدها و شرایط کار دنبال کنند. نظامی‌گری فزایندهٔ اتحادیه‌ها را در عصر پیش از جنگ تأیید می‌کرد و به نظر می‌رسد در باور سورل به ضرورت اعتصاب عمومی که اتحادیه کارگری آن را رهبری کند، و به وضعیت نوتکاملی برسد، سهیم بود. با این حال، از دید اوراژ قدرت اقتصادی پیش از قدرت سیاسی می‌آمد و اصلاحات سیاسی بدون اصطلاحات اقتصادی بی‌ثمر می‌نمود.
در شماره‌های اول عصر نو، اوراژ از جنبش آزادی زنان پشتیبانی می‌کرد، اما با برجسته‌تر و ستیزه‌جوتر شدن اتحادیهٔ اجتماعی و سیاسی زنان به شکل فزاینده‌ای با این جنبش دشمنی ورزید. پس از ۱۹۱۰ دیگر مقالاتی در دفاع از آزادی زنان به چاپ نرسانید، اما به شعلهٔ بحثهایی که در ستون همخوان در بارهٔ این موضوع درمی‌گرفت می‌دمید.
در زمان جنگ جهانی اول، اوارژ از منافع طبقهٔ کارگر دفاع می‌کرد. در ۶ اوت ۱۹۱۴ (۱۲۹۳) در یادداشتهای هفتهٔ عصر نو نوشت: «... ما بر این باوریم که انگلستان ناگزیر است به راه سوسیالیسم رود، همان‌طور که سوسیالیسم برای کل دنیا ضروری است.» در ۱۹۱۷ (۱۲۹۶) در اثر به چاپ رسیدهٔ آرمانهای سیاسی، برتراند راسل برای نخستین بار به سوسیالیسم اتحادیهٔ صنفی اوراژ اشاره می‌کند. (۱۰) در ۱۴ نوامبر ۱۹۱۸، اوراژ از پیمان ورسای خبر داد:
«... جنگ جهانی بعدی، اگر متأسفانه قرار باشد جنگ دیگری از راه رسد، به احتمال بسیار زیاد در چارچوب مفاد و شرایطی روی خواهد داد که به پیمان صلح کنونی پیوست شده‌است.»
در پایان جنگ، اوراژ متقاعد شده بود که سختیهای طبقهٔ کارگر نتیجهٔ سیاست‌های پولی بانک‌داری و حکومت است. اگر بریتانیای بزرگ می‌توانست پوند را از معیار طلا در زمان جنگ بردارد و معیار طلا را یک بار دیگر پس از جنگ از نو جا بیندازد، آن‌گاه معیار طلا به اندازه‌ای که جرگه‌سالاران (الیگارشی) انگشت‌شمار پولی می‌خواهند پرولتاریا باور کند، لازم نخواهد بود. در ۱۵ ژوئیهٔ ۱۹۲۰ اوراژ نوشت: «... نخست ما باید بپذیریم که دریافتن موضوع پول دشوار است. وجود آن نیت جرگه‌سالاران انگشت‌شماری است که دنیا را به یاری آن اداره می‌کنند.»
پس از جنگ جهانی اول، او زیر نفوذ سی.اچ. دوگلاس قرار گرفت و پشتیبان اعتبار سوسیال شد. در ۱ ژانویه ۱۹۱۹ (۱۲۹۸)، نخستین مقالهٔ دوگلاس را به نام دیدگاه مکانیکی اقتصاد، در عصر نو به چاپ رسانید.

### گورجیف
اوراژ پی.دی. آسپنسکی را که انگاره‌هایش تأثیر ماندگاری روی او گذاشت در ۱۹۱۴ ملاقات کرد. در ۱۹۲۱ وقتی آسپنسکی به لندن رفت، اوراژ حضور در سخنرانی‌های او در بارهٔ «پاره‌های آموزه‌ای ناشناخته» را آغاز کرد که دیرتر در قالب در جستجوی معجزه‌آسا به چاپ رسید. از این دیدگاه اوراژ علاقه‌اش به ادبیات و هنر را بیشتر و بیشتر از دست داد و توجه خود را از دههٔ بیست میلادی بیشتر به پرسشهای نظریه و آداب عرفان کانونمند کرد، بی‌آنکه ناگزیر از دنیا بگریزد. نامه‌نگاری او با هاری هودینی در بارهٔ این موضوعات او را واداشت تا انگاره‌های زندگی پس از مرگ را کندوکاو کند. او به این انگاره بازگشت که راستی و درستی‌ها (حقایق) مطلق جایی وجود دارند و احساس می‌کرد که آن‌ها در ماهابهاراتا گنجانیده شده‌اند.
در فوریه ۱۹۲۲ آسپنسکی اوراژ را با گورجیف آشنا کرد و به دنبال آن اوراژ عصر نو را فروخت و به پاریس رفت تا در نهاد هماهنگ تکامل مردم به مطالعه پردازد. در ۱۹۲۴ اوراژ از سوی گورجیف به دستیاری گرداندن گروه‌های مطالعه در آمریکا گمارده شد. او به مدت هفت سال سیستم گورجیف را در آمریکا آموزش داد.
گورجیف در ۱۳ نوامبر ۱۹۳۰ وارد نیویورک می‌شود و اوراژ را پس از چند سال آموزش انگاره‌هایش در نیویورک برکنار کرد و گروه‌هایش را از هم پاشانید زیرا بر این باور بود که اعضای آن به شکل نادرستی آموزش دیده‌اند و با این سوءدریافت کار می‌کردند که مشاهدهٔ خود را می‌توان بدون به یاد آوردن خود یا در حضور عواطف منفی تمرین کرد. به اعضا اجازه داده شد که پس از سوگند خوردن که دیگر با اوراژ ارتباط نخواهند داشت به مطالعه با گورجیف ادامه دهند (و طنز ماجرا در این است که خود اوراژ هم این سوگند را خورد).
با شنیدن آنکه اوراژ هم پای آن پیمان را امضاء کرده‌است، گورجیف گریسته. گورجیف زمانی اوراژ را دوست و برادر خود می‌دانسته و جسی را انتخاب بدی برای همسری با اوراژ می‌پنداشته‌است. اوراژ به شدت سیگاری بود و جسی سخت باده‌نوشی می‌کرد.
اوراژ، آسپنسکی و دالی کینگ بر برخی از جنبه‌های سیستم گورجیف تأکید داشتند در حالیکه جنبه‌های دیگر را نادیده می‌گرفتند. بنا به خود گورجیف، اوراژ روی مشاهدهٔ خود تأکید داشت. در هارلم نیویورک، جین تومر، یکی از شاگردان اوراژ در گرینویچ ویلج و بخشی از نوزایی (رنسانس) هارلم، از کار گورجیف برای برخورد با پرسش نژادگرایی بهره می‌برد.
اوراژ در ۲۹ دسامبر ۱۹۳۰ با کشتی واشینگتن از انگلستان به سوی نیویورک راه می‌افتد و ۸ ژانویه ۱۹۳۱ در ساعت نه و نیم صبح به آنجا می‌رسد. روز بعد در حالی‌که در هتل ایروینگ اقامت داشت، نامه‌ای به گورجیف می‌نویسد و برنامهٔ چاپ همه و همه چیز را برایش در آن فاش می‌کند و قول میزان چشمگیری پول به او می‌دهد.
در ظهر ۲۱ فوریه ۱۹۳۱ در شهر نیویورک، اچمد عبدالله، ا.ک.ا. نادر خان محرمانه به اوراژ می‌گویند که گورجیف را در تبت دیده‌اند و آنجا گورجیف ا.ک. ا لاما دورجیف عامل حکومت تزاری و آموزشگر دالای لاما بوده‌است.
پس از جدایی از گورجیف، اوراژ با جسی به انگلستان بازمی‌گردد. در سلسلهٔ سوم نوشته‌ها که به شکلی خصوصی منتشر شد؛ گورجیف در بارهٔ اوراژ و همسرش جسی می‌نویسد: "... ماجرای عاشقانه‌اش به آنجا کشیده شد که با کتابفروش سان‌رایز ترن، زن امریکایی جوان نازپرورده که نسبتی با جایگاهش نداشت، ازدواج کند…"

## زندگی شخصی
همسر نخست اوراژ، جین واکر نام داشت که در ۱۹۲۷ از او جدا شد پس از آن، اوراژ با جسی ریچاردز دوایت که یکی از صاحبان کتابفروشی سان‌رایز ترن بود ازدواج کرد. این کتابفروشی جایی بود که گورجیف نخستین بار سیستم خود را ارائه کرده بود. اوراژ از ازدواج دومش صاحب دو فرزند به نام‌های ان و ریچارد شد.

## سالهای آخر
در ماه مه ۱۹۳۰ (۱۳۰۹)، اوراژ به انگلستان بازگشت و به شکلی جدی درگیر موضوعات سیاسی شد و در جرقه زدن دوباره به جنبش اعتبار سوسیال نقش مهمی بازی کرد.
در ۸ ژانویه ۱۹۳۱ برای دیداری کوتاه مدت به نیویورک می‌رود تا به مطالبات تازهٔ گورجیف پاسخ دهد. بنا به اعتراف اوراژ به همسرش، او پس از پایان بهار دیگر سیستم گورجیف را به هیچ گروهی آموزش نمی‌دهد. در ۱۳ مارس ۱۳۱۰ اوراژ برای بدرقهٔ گورجیف که به پاریس بازمی‌گشت به بندر می‌رود و او و همسرش در ۳ ژوئیهٔ همان سال به انگلستان بازمی‌گردند. هنگام بازگشت به انگلستان اوراژ در آوریل ۱۳۱۱ مجلهٔ تازه‌ای به نام هفته‌نامهٔ انگلیسی نو راه می‌اندازد که با آغاز ۱۳۱۲ دیگر مجلهٔ جاافتادهٔ موفقی با بخش نقد می‌شود، اما با شروع افت بزرگ اقتصادی برای چاپ آن در تنگنای مالی قرار می‌گیرد.
در ۱۸ مه ۱۳۱۲ اوراژ نخستین شعر دیلان توماس به نام و مرگ قلمرویی نخواهد داشت را چاپ می‌کند. در سپتامبر ۱۳۱۲ جسی دخترشان آن را به دنیا می‌آورد. در ژانویه ۱۳۱۳ سناتور برونسون کاتینگ در سنا آمریکا می‌گوید که برنامهٔ اعتبار سوسیال اوراژ بخشی از ابزارهای سیاست‌های اقتصادی روزولت بوده‌است؛ اخبار آن در ۲ فوریه هفته‌نامهٔ انگلیسی نو پدیدار می‌شود. در آغاز اوت ۱۹۱۳، گورجیف از اوراژ می‌خواهد نوید فرارسیدن خوبی را از نو ویرایش کند. در اوت ۲۰، اوراژ آخرین نامه‌اش را به گورجیف می‌نویسد: "آقای گورجیف عزیز، چیز زیادی برای ویرایش نیافتم…"

### مرگ
اوراژ از دو سال پیش از مرگش از درد در ناحیهٔ قلب رنج می‌برد اما هرگز درمان نکرد.
او هنگامی که داشت روی اعتبار سوسیال کار می‌کرد و یک سخنرانی دربارهٔ «دارایی به وفور» برای پخش کار می‌کرد. هنگام پخش، درد شدیدی را تجربه می‌کند اما به سخنرانی خود ادامه می‌دهد. پس از بیرون آمدن از استودیو، شامگاه را با همسر و دوستانش می‌گذراند و برنامه می‌ریزد که روز بعد به دکتر برود. او پس از نیمه شب در هنگام خواب در ۶ نوامبر ۱۹۳۴ از دنیا می‌رود.

### پس از مرگ
در هنگام مرگ اوراژ، گورجیف در نیویورک بود و به صورت تلگرافی از خبر مرگ او با خبر می‌شود. با شنیدن این خبر گورجیف چنین اعلام می‌دارد:
الان از مرگ آقای اوراژ باخبر شدم که سال‌ها راهنما و آموزگار شما و دوست دنیای درونی و جوهری من بود. از شما دعوت می‌کنم که در شامگاه نه نوامبر در ساعت ۹ در استودیوی دوشیزه بنتلی در تالار کارنگی برای بزرگداشت او و ایراد سخنانی به یادش گردآیید که در طول آن برخی از موسیقی‌های مورد علاقهٔ او و برخی از قطعاتی که من در زمان اقامت او در پریوره ساختم و به او تقدیم کردم، نواخته می‌شود.
در ۷ دسامبر ۱۳۱۳ در نامه‌ای به ارزا پاند، تی.ای. لورنس اندوه خود را از مرگ ا.آر. اوراژ بیان می‌کند. شاگردان پیشین سیستم گورجیف اوراژ انیگرام را روی سنگ گورش را نقش زدند.

## آثار
- فردریک نیچه، روح دینوسیوسی عصر (۱۹۰۶) (۲۳)
- نیچه در طرحهای کلی و گفته‌های کوتاه (۱۹۰۷) (۲۴)
- اتحادیه‌های صنفی ملی: کندوکاوی در نظام دستمزد و برون رفت (۱۹۱۴)، ویراستار، مقالات عصر نو
- الفبای اقتصاد (۱۹۱۸)
- خوانندگان و نویسندگان (۱۹۱۷–۱۹۲۱) (۱۹۲۲) (۲۵)
- تمرینها و مقالات روانشناسانه (۱۹۳۰)
- هنر خواندن (۱۹۳۰)
- در بارهٔ عشق، اقتباس آزاد شکل تبتی (۱۹۳۲)
- گزیدهٔ مقالات و نقدها (۱۹۳۵) با ویرایش هربرت رید و دنیس سورا
- نوشته‌های سیاسی و اقتصادی، از "هفته‌نامهٔ انگلیسی نو" ۱۹۳۲–۳۴، با بخش مقدماتی از "عصر نو ۱۹۱۲" (۱۹۳۶) ویرایش مونتگومری بوچارت با توصیهٔ موریس موریس کولبورن، تی.اس. الیوت، فیلیپ مرت، ویل دیسون و دیگران.
- مقالات و گفته‌های کوتاه (۱۹۵۴)
- ذهن فعال ـ ماجراجویی‌هایی در هشیاری (۱۹۵۴)
- اوراژ در مقام منتقد، ویرایش والاس مارتین
- آگاهی: جانور، آدم و ابر آدم (۱۹۷۸)
- ا.آر. اوراژ تفسیر همه و همه چیز گورجیف ویرایش سی.اس. نات.